# Imrédy Béla
Vitéz ómoraviczai Imrédy Béla Kornél Kálmán (Budapest, 1891. december 29. – Budapest, 1946. február 28.) gazdasági szakember, politikus, Jászberény és Pécs országgyűlési képviselője. A Gömbös-kormány pénzügyminisztere 1932 és 1935 között, majd 1938 és 1939 között a Magyar Királyság miniszterelnöke, mialatt az Országgyűlés elfogja az első zsidótörvényt. A második világháború után a népbíróság felelősségre vonja, 1946-ban kivégzik.

## Származása, családja, tanulmányai
Imrédy Budapesten született nemességet szerzett polgári családban, a Heinrich kereskedőcsalád leszármazottjaként. Apja, Imrédy Kálmán (1853–1919) a Kisbirtokosok Országos Földhitelintézetének alelnöke, később vezérigazgatója volt, emellett udvari tanácsosi címmel büszkélkedhetett. Édesanyja szeredi Vajkay Karolina (1858–1934). Apai nagyszülei Imrédy Lipót (1818–1882) kormánybiztos és sárosfai Bittó Julianna (1830–1930) voltak; Imrédy Lipótné Bittó Julianna szülei sárosfai Bittó Benjámin (1786–1844), Pozsony vármegye alispánja, földbirtokos, és lidértejedi Nagy Júlia (1795–1868) asszony voltak. Anyai nagyszülei szeredi Vajkay Károly (1825–1893), a budapesti királyi ítélőtábla elnöke, a budapesti királyi tudomány egyetem jogi osztályának tiszteletbeli doktora, a Lipót rend középkeresztese és Heller Karolina (1840–1904) asszony voltak. Vajkay Károly 1881. november 7-én magyar nemességet, családi címert és a "szeredi" nemesi előnevet szerezte meg adományban I. Ferenc József magyar királytól.
Imrédy Lipótné Bittó Juliannának a fivére sárosfai Bittó István (1822–1903), politikus, országgyűlési képviselő, igazságügy-minisztere, Magyar Királyság miniszterelnöke 1874 és 1875 között volt. Imrédy Béla dédapja, ómoravicai Heinrich Ferenc, bajai gabonakereskedő és neje Ettinger Erzsébet, valamint fivére, Heinrich Alajos, pesti vaskereskedő és neje Knotz Rozina, 1827. június 1-jén nyert címeres nemeslevelet hadi érdemeik jutalmául I. Ferenc magyar királytól.
Heinrich Ferenc (1779–1855), Bács vármegyei táblabírája, aki V. Ferdinánd magyar király engedélyével 1845. június 3-án a Heinrich családnevét Imrédyre változtatta. Imrédy Bélát 1892. február 2-án keresztelték meg a római katolikus ferencvárosi plébánián; keresztszülei az egyik apai nagybátyja, Imrédy Béla (1865–1921), egyetemi tanársegéd, és az egyik apai nagynénje, Imrédy Kornélia (1850–1906) kisasszony voltak.
A család gondos neveltetésben részesítette a tehetséges gyermeket. 1901 és 1909 között a budapesti Piarista Gimnáziumban alakult ki mély katolikus kötődése. Imrédy zenei és szépirodalmi ismeretei már igen ifjú korában figyelemre méltónak voltak. Kiemelkedő pénzügyi-gazdasági képességeit kortársai is elismerték, a legjobb magyar szakemberek között tartották számon. Később jogot tanult, és 1913-ban diplomázott.

### Házassága és gyermekei
Feleségül vette a római katolikus Nelky Irén Margit Ilona (*Sopron, 1892. október 1.–†Buenos Aires, Argentína, 1980. augusztus 1.) kisasszonyt, akinek a szülei dr. Nelky József (1846–1907) soproni ügyvéd, és Nérey Matild voltak. A házasságukból született:
- Imrédy Tamás
- Imrédy János
- Imrédy Andrea

## A pénzügyi pályán
Nyugat-európai útja után, 1915-ben pénzügyi pályára lépett. (Az első világháborúban az 5. huszárezred tartalékos hadnagyaként, később főhadnagyaként szolgált.) Kiváló képességeinek – és báró Weiss Fülöp, a Pesti Magyar Kereskedelmi Bank elnöke pártfogásának – köszönhetően gyorsan elindult felfelé a ranglétrán. 1918-ig, amíg pénzügyi szakvizsgát nem tett, a pénzügyminisztériumban gyakornokoskodott, majd 1919-ben tisztviselő lett ugyanitt. 1921-ben nevezték ki pénzügyi titkárrá. 1922-ben lett a Takarékpénztárak és Bankok Egyesületének (TÉBE) titkára, 1924-ben pedig a testület főtitkárává választották. 1926-ban a Magyar Nemzeti Bank (MNB) igazgatóhelyettese lett, 1928-ban pedig már igazgatója, végül 1935-től pedig elnöke volt. Igazgatói minőségben több nagy horderejű nemzetközi gazdasági konferencián részt vett.

## Imrédy, a politikus
1930-ban ismerkedett meg Gömbös Gyulával, aki kormányalakításakor felkérte őt mint gazdasági szakembert, hogy segédkezzen neki kormányprogramja, a Nemzeti Munkaterv elkészítésében. Segítségéért 1932. október 1-jén Gömbös Imrédyt választotta pénzügyminiszteréül – funkciójával együtt járt a felsőházi tagság –, amely pozícióját 1935. január 6-áig megőrizte, amikor is utódjául Fabinyi Tihamér addigi kereskedelmi minisztert nevezték ki. Lemondása után nevezte ki Horthy az MNB elnökévé. 1938. március 9-én tárca nélküli gazdasági csúcsminiszter lett Darányi Kálmán kormányában. Nagy szerepet játszott a győri programként elhíresült gazdasági-haderőfejlesztési program megtervezésében és kivitelezésében. Darányi lemondása után, 1938. május 14-én a kormányzó Imrédy Bélát tette meg miniszterelnöknek.

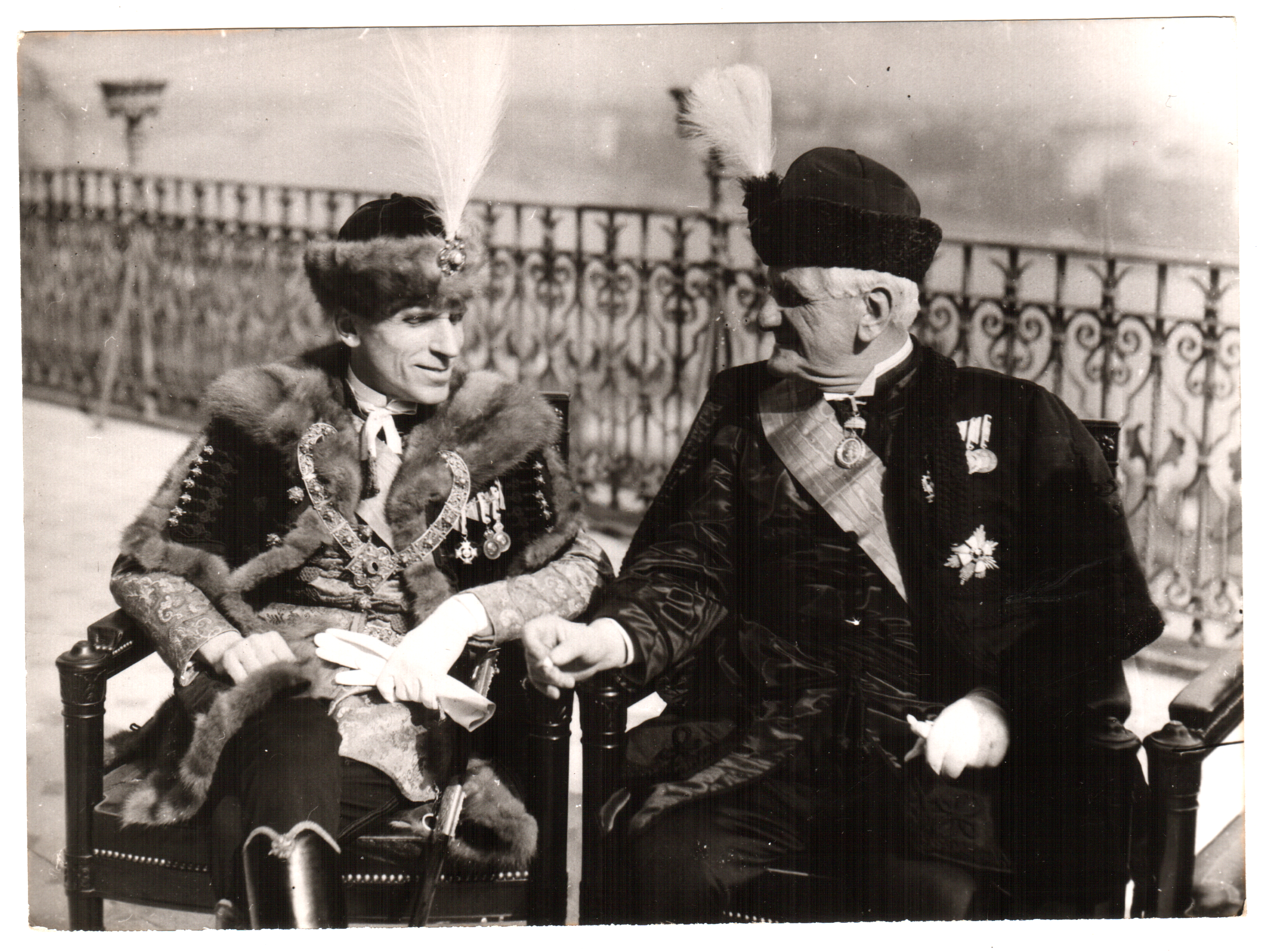
Imrédy Béla és Kánya Kálmán a Miniszterelnöki Palota teraszán – 1938 májusa

## Miniszterelnöksége

### Politika keresztény alapokon
Imrédy Béla meggyőződéses katolikus volt. Ennek a ténynek valószínűleg szerepe volt abban, hogy a leköszönő református Darányi helyére a szintén református Horthy őt nevezte ki, tekintettel a közelgő nagy egyházi eseményre, a Budapesten megrendezett 34. Eucharisztikus világkongresszusra, illetve az ebből az alkalomból is meghirdetett Szent István-évre. A kortárs megfigyelők szerint a politikusok közül Imrédy miniszterelnök szereplése dominált a nagyívű májusi egyházi rendezvények során. A politikus ugyanis nem csak vallási, hanem politikai tekintetben is közel állt a Vatikánhoz: messzemenően helyeselte a XI. Piusz pápa által támogatott keresztényszociális – hivatásrendi elképzeléseket.
Miniszterelnöki tevékenységét 1938 májusa és szeptembere között a Darányi-kormány politikájának továbbvitele jellemezte: a szociális törvényalkotás folytatása, a rend megszilárdítására irányuló korlátozó intézkedések és végül az egyre hangosabbá váló nyilasok megfékezése.

### A szélsőjobb ellen
Noha antiszemita volt, a különféle nemzetiszocialista mozgalmakat mindvégig elítélte, mivel azok nyíltan a társadalmi rend megdöntését hirdették. Szálasi Ferencet Imrédy miniszterelnöksége alatt harmadszor is letartóztatták, és háromévnyi fegyházra ítélték. A kormányfő elsősorban a keresztény szellemiségű csoportokat, egyesületeket támogatta (például KALOT, EMSZO, MDOH). A különféle szociális intézkedések (1938-ban vezették be a családi pótlékot, illetve emelkedett a közszolgálati alkalmazottak fizetése és a nyugdíjak értéke) nem csak az életszínvonalat javították, de a szélsőségesek vitorlájából is kifogták a szelet. Ugyanebből a célból fogadta el a parlament a Darányi idején kidolgozott választási törvényt, mely titkossá tette a szavazásokat, azonban emelkedett a vagyoni és műveltségi cenzus. Mintegy 300 000 fő szavazati jogát szüntették így meg, remélve, hogy ezzel megerősítik a kormánypárt pozícióit a népszerűségük csúcsán lévő nyilas mozgalmakkal szemben.

### Az I. zsidótörvény
Imrédy – bár neki magának is volt zsidó felmenője (egyik dédanyja) – antiszemita beállítottsága már 1937-ben bizonyosságot nyert, ugyanis az ilyen természetű politika egyik kezdeményezőjeként és kidolgozójaként lépett fel. 1938 májusának végén az országgyűlés elfogadta a Darányi idején beterjesztett első zsidótörvényt, amely szakított az állampolgári egyenlőség elvével, és az értelmiségi, szabadfoglalkozású pályákon korlátozta a vallási alapon megkülönböztetett zsidók jogait. Az egyes szakmákban maximum 20%-ot tehetett ki a zsidó származásúak száma.

### Külpolitika
Imrédy külügyminisztere a tekintélyes, idős diplomata, Kánya Kálmán maradt, azonban több dolog változott a korábbi külpolitikai vonulathoz képest. Példának okáért Imrédy első, római – és vatikáni – bemutatkozó látogatása (1938 júliusa) alkalmával meggyőződött arról, hogy a fasiszta Olaszországgal nézetkülönbségek állnak fenn, és hogy Benito Mussolini állama nem hajlandó garantálni Magyarország és Jugoszlávia jó viszonyát.
1938 augusztusában Horthy Miklós, Imrédy Béla, Kánya Kálmán és a honvédelmi miniszter, Rátz Jenő Németországba látogatott, ugyanekkor a kisantanttal is tárgyalások kezdődtek a jugoszláviai Bledben. Bledben engedélyezték a fegyverkezést Magyarország számára, azzal a kitétellel, hogy nem a szomszédai ellen irányul, illetve ígéretet tettek a környező területek magyar kisebbségeivel való jobb bánásmódra.
Ugyan a konzervatív, Kánya-féle vonal kivívta a németek ellenszenvét, szeptemberben megbeszélések kezdődtek Berlinben Keresztes-Fischer Lajos vezérkari főnök és Andorka Rudolf, a katonai hírszerzés vezetője részvételével Csehszlovákia lehetséges megtámadásáról. (Ezt az tette lehetővé, hogy Pál herceg, a németbarát jugoszláv régens előzőleg titkos paktumot kötött Hermann Göringgel arról, hogy nem avatkozik be egy esetleges csehszlovák-német–magyar konfliktusba.) Ezek után rendszeresen tárgyalások folytak Németországgal a csehszlovák kérdésben. Kánya bejelentette, hogy amennyiben a német revíziós igényeket teljesítik, úgy Magyarország is érvényesíteni fogja a sajátjait. Hitler folyamatosan a tevőleges magyar fellépést kívánta kiharcolni, ám erre sem Imrédy, sem pedig külügyminisztere nem vállalkozott. Mindazonáltal mozgósítás és csapatösszevonás kezdődött az északi határon, illetve Prágát is fokozott diplomáciai nyomás alá helyezték.
Az 1938. szeptember 29-i müncheni négyhatalmi konferencia Németországnak ítélte a szudétanémetek lakta csehszlovák területeket, a magyar (és lengyel) követelések tekintetében pedig közvetlen tárgyalásokat javasoltak Csehszlovákiával. Sorozatos jegyzékváltások után október 9-én kezdődtek meg a tárgyalások Komáromban (a minisztertanács előző nap hozott döntése értelmében etnikai, nem pedig történelmi alapon), de azok október 13-án megszakadtak, mert Csehszlovákia mindössze a magyarlakta területek autonómiáját volt hajlandó elfogadni. Darányi Kálmán Horthy megbízottjaként Berlinbe utazott, ahol elnyerte a német fél jóindulatát azzal, hogy felajánlotta az antikomintern paktumhoz való csatlakozást, illetve a kilépést a Népszövetségből. Október 18-án Imrédy nyilatkozatot tett a tengelyhatalmak politikájához való szorosabb kapcsolódásról.
Miután a közvetlen tárgyalások a meddő vita szintjén maradtak, a felek elfogadták a nagyhatalmi bíráskodást. Nagy-Britannia és Franciaország nem vett részt a bizottság munkájában. November 2-án a Galeazzo Ciano és Joachim von Ribbentrop által vezetett konferencia meghozta az első bécsi döntést, amelynek eredményeként november 5-én megkezdődött a magyar csapatok bevonulása a Felvidékre és Kárpátalja déli övezetébe. November 13-án kihirdették az 1938:XXXIV. törvénycikket a Magyarországhoz visszacsatolt felvidéki területeknek az országgal való egyesítéséről. A magyar politika elégedetlen volt a kárpátaljai revízióval, ezért katonai akciót szerveztek a teljes terület megszerzésére, ezt azonban mind a német, mind az olasz fél határozottan elutasította, így az akciót végül leállították.
A német irányba történő orientáció Imrédy egész miniszterelnöksége alatt jellemző volt. Ennek jele volt például, hogy a november 28-án lemondó Kánya Kálmán helyett gróf Csáky István, a korábbi külügyi kabinetfőnök került a tárca élére december 10-én. Csáky kinevezése a tengelyhatalmakkal való határozottabb együttműködés jele volt, és ez igazolódott be Ciano decemberi budapesti, illetve Csáky januári, Berlinben tett látogatásán. A konkrét lépések megtételére azonban már csak Imrédy lemondása után került sor: februárban Magyarország csatlakozott az antikomintern paktumhoz és megszüntette a diplomáciai kapcsolatot a Szovjetunióval, áprilisban pedig kilépett a Népszövetségből.

### Imrédy pálfordulása

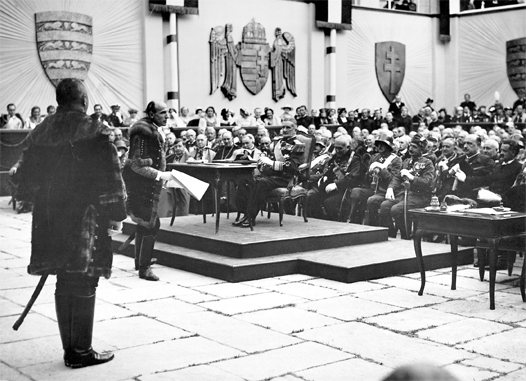
Imrédy beterjeszti az augusztus 20-i nemzeti ünnepet törvénybe iktató javaslatot a székesfehérvári országgyűlésnek, 1938. augusztus 18.

A külpolitikai sikerek és az erős szövetséges, Németország eredményei láttán Imrédy mindinkább a szélsőjobboldali, diktatórikus irányvonal hívévé vált. A hatalom által megszédített pénzügyi szakember 1938 szeptemberében hirdette meg kaposvári beszédében a „csodás forradalmat”, azaz a diktatórikus fordulatot, mely hite szerint megoldást kínált a földkérdésre, valamint olasz mintára kamarák felállításával javított volna a munkásság helyzetén. Egyúttal a szigorúbb zsidóellenes intézkedések mellett foglalt állást – 1938 decemberében be is nyújtotta a később II. zsidótörvény néven elhíresült, később, gróf Teleki Pál miniszterelnöksége alatt elfogadott javaslatát. Ez az antiparlamentáris elképzelés természetszerűleg kiváltotta a még mindig konzervatív többségű országgyűlés ellenszenvét, és Imrédyt az I. bécsi döntés óriási sikere is csak ideiglenesen tudta megmenteni.
A miniszterelnök olyan felhatalmazási törvényt akart életbe léptetni, amely a kormányt függetlenítette volna a parlamenttől, azonban ettől az elképzelésétől elállt Keresztes-Fischer Ferenc belügyminiszter és Teleki Pál vallás- és közoktatásügyi miniszter határozott tiltakozására. Ezután – hasonló szándékkal – a házszabály módosítását tervezte véghez vinni. Ekkor azonban példa nélkül álló dolog történt. 1938. november végén 62 képviselő kilépett a kormánypártból, és az ellenzékkel összefogva, 115:94 arányban leszavazták Imrédy javaslatát a házszabály módosításáról. A megrendült miniszterelnök azonnal benyújtotta lemondását a kormányzónak, Horthy és köre azonban az ellenzéket sem akarta hatalomra juttatni, így lemondását nem fogadták el. Imrédy mögött a hátralevő alig négy hónapjában kisebbség állt, mely egyre gyengült.
Imrédy azt a következtetést vonta le a történtekből, hogy a kormányzó valójában támogatja őt, de más módon: külső erők bevonásával kell letörnie a parlamenti ellenállást. Ezért egységes jobboldali radikális mozgalmat szándékozott létrehozni, mely a Magyar Élet Mozgalomban realizálódott 1939. január 6-án, a Pesti Vigadóban tartott nagygyűlésen. A MÉM a csodás forradalom megvalósításán szorgoskodott, jelképe, a csodaszarvas is erre utalt. Német nyomásra a nyíltan náciszimpatizáns Volksbund működését is engedélyezték.

### Imrédy bukása és zsidó felmenői
A kissé nyilasok ellenében is politizáló, „úri fasiszta” szervezkedést Horthy és környezete is gyanakodva szemlélte, emellett a többi szélsőjobboldali szervezet aktivitása is fokozódott (a nyilasok 1939. februárjában robbantásos merényletet követtek el a Dohány utcai zsinagóga ellen, mely 13 halálos áldozatot követelt). Lemondatására végül kiváló ürügyül szolgált, hogy Rassay Károly és Bethlen István kiderítette egyik dédszülőjéről, Imrédynek anyai ágon dédapja szeredi Vajkay Károlyné Heller Karolina apjáról Heller Móricról, hogy zsidónak született. Másrészt kiderült, hogy Imrédy anyai nagyatyja, a bécsi születésű zsidó származású Zenger Károly, aki 1848-ban nevét Vajkayra magyarosította, szintén a keresztény vallásra áttért zsidó volt. Imrédyt így saját zsidópolitikája buktatta meg.

## A szélsőjobb ellenzék élén
A bukott miniszterelnök nem tűnt el nyomtalanul a magyar politikai életből. Imrédynek minden közegben voltak támogatói: a keresztény nagyvállalkozóréteg még pénzügyi pályafutásának, a tábornoki kar a győri programnak, a szélsőjobboldal pedig a hőn áhított egység megteremtése irányába tett lépéseknek köszönhetően támogatta. Az 1939 márciusától Magyar Élet Pártja néven működő kormánypárt berkein belül mintegy 20-25 fős állandó táborral rendelkezett, és több kormánylap (Függetlenség, Új Magyarság) valójában az ő pártján állt.
Imrédy tudatában volt annak, hogy kizárólag német segítséggel léphet hatalomra. Ennek érdekében kilépett a kormánypártból (1940. október) és létrehozta a Magyar Megújulás Pártját, amely a Magyar Nemzeti Szocialista Párttal lépett szövetségre, és egyértelműen Berlin támogatását élvezte. Köszöntésük a fasiszták által divatba hozott karlendítés és a "Jobb jövőt" – "Adjon Isten!" mondatok lettek. Programjában szerepelt, hogy "előkészíttessék Magyarországnak a zsidó lakosságtól és .... szellemtől való teljes mentesítése." Mozgalmának kiterjedt sajtóját komoly pénzekkel támogatta a Takarékpénztárak és Bankok Egyesülete. Miközben igyekezett elhatárolódni a nyilasoktól is, folyamatosan támadta a kormányt. 1943 végére a német vezetés egyértelműen őt tekintette a szalonképes vezetőnek, akit a megszállás után majd kinevezhetnek a magyar bábkormány élére.

## Valóra nem váló ambíciók
Hogy a német csapatok bevonulása, 1944. március 19. után mégsem így történt, az egyfelől Horthy kitartó ellenállásának, másfelől az úri középosztály berkein belül szerveződő, a szélsőjobboldalt egységesítő törekvéseinek kudarcával volt magyarázható. A nagyobb bázis nélküli Imrédy így május 23-án ismét a tárca nélküli gazdasági csúcsminiszteri posztot foglalhatta el, igaz, pártja jelentős minisztériumokat szerzett meg. Miniszterként nagy erőfeszítéseket tett a totális háború igényeinek teljes mértékű kielégítésére, miközben megpróbálta a Keleti Arcvonal Bajtársi Szövetségét – melynek elnöke volt – a saját céljai érdekében felhasználni, azonban nem járt sikerrel. A vidéki zsidóság begyűjtését és deportálását támogatta, csak az egyéni kegyetlenkedéseket helytelenítette, és diplomáciai megfontolásból javasolta, hogy a kikeresztelkedettekkel másképp bánjanak. Mikor a kormányzó júniusban leállította a deportálásokat, párthívei előtt kijelentette: ha pártjának volt ereje "a magyar vidék zsidótlanításához, lesz ereje ahhoz is, hogy a főváros zsidókérdését megoldja." Ugyanakkor a német megszállókkal is konfliktusba került, mivel azok igyekeztek a zsidó vagyont kivinni az országból, és a magyar gazdaságot teljesen hatalmukba kerítették.
A háborús helyzet alakulása és a belpolitikai események egyre inkább meggyőzték Németország vezetőit arról, hogy a saját érdekeit előtérbe helyező úri középosztály helyett az alsóbb rétegekből kikerülő nyilas szélsőjobboldalra kellene támaszkodnia. Szálasi és csoportja ekkor került előtérbe. Ezzel párhuzamosan Imrédy és köre mind kevesebb befolyással bírt: a politikus 1944. augusztus 7-én lemondott, és végleg elvonult a politikától. 1944 őszén az országgyűlésből alakult Törvényhozók Nemzeti Szövetsége tagjaként még támogatta a nyilas hatalomátvételt és a háború folytatását.

## Végjáték

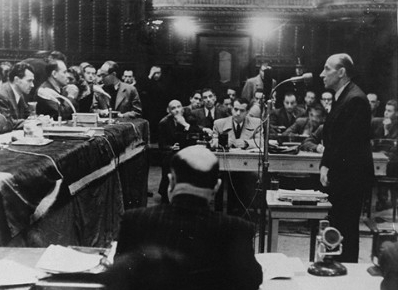
Imrédy a Népbíróság előtt a Zeneakadémia épületében

1945 tavaszán Ausztriába, Salzkammergut üdülőövezetébe menekült családjával. Nem használt álnevet, azaz valószínűleg nem félt az elfogatástól, ami azonban hamarosan bekövetkezett. Az amerikai OSS Martin Himler ezredes vezette magyar részlege május 29-én elfogta, október 3-án pedig repülőgéppel George Granville hadnagy kíséretében további foglyokkal együtt Magyarországra szállították, ahol Péter Gábornak adták át. Az amerikai kiadatási feltételek miatt (amit az amerikai szövetséges ellenőrző bizottság ellenőrzött is), miként a többi fővádlottal, vele szemben sem alkalmaztak kényszerítő eszközöket. A fogságban – mivel cserébe enyhébb ítélettel, később kegyelemmel kecsegtették – kidolgozott egy elaborátumot „Az infláció elleni küzdelem elvei és eszközei” címmel. Feltehetően ennek kapcsán jelentette ki utóbb a perében népügyészi szerepet betöltő Sulyok Dezső, miszerint Imrédynek köszönhető az 1946-os stabilizáció és a forint bevezetése. Ez a széltében elterjedő vélekedés azonban téves, hiszen dolgozata például éppen azt javasolta, hogy ne vezessenek be új pénznemet, és a stabilizációra csak a békekötés után kerítsenek sort.
A politikus a per folyamán nyugodtan viselkedett, és igyekezett részleteiben megcáfolni az ellene felhozott vádakat. Ellentétben Szálasival és Bárdossyval elismerte politikai felelősségét, viszont – csakúgy, mint Bárdossy – tagadta a népbíróság illetékességét az ügyében. Imrédyt november 23-án a népbírósági tárgyalás során első fokon kötél általi halálra ítélték, 1946. február 4-én pedig másodfokon golyó általi halálra módosították az ítéletet. Fellebbezését a Népbíróságok Országos Tanácsa (NOT) nem fogadta el, és 1946. február 28-án kivégzőosztag sortüze végzett vele a Markó utcai börtön udvarán. Mint mondta, későn látta be, hogy meg kellett volna maradnia bankelnöknek.

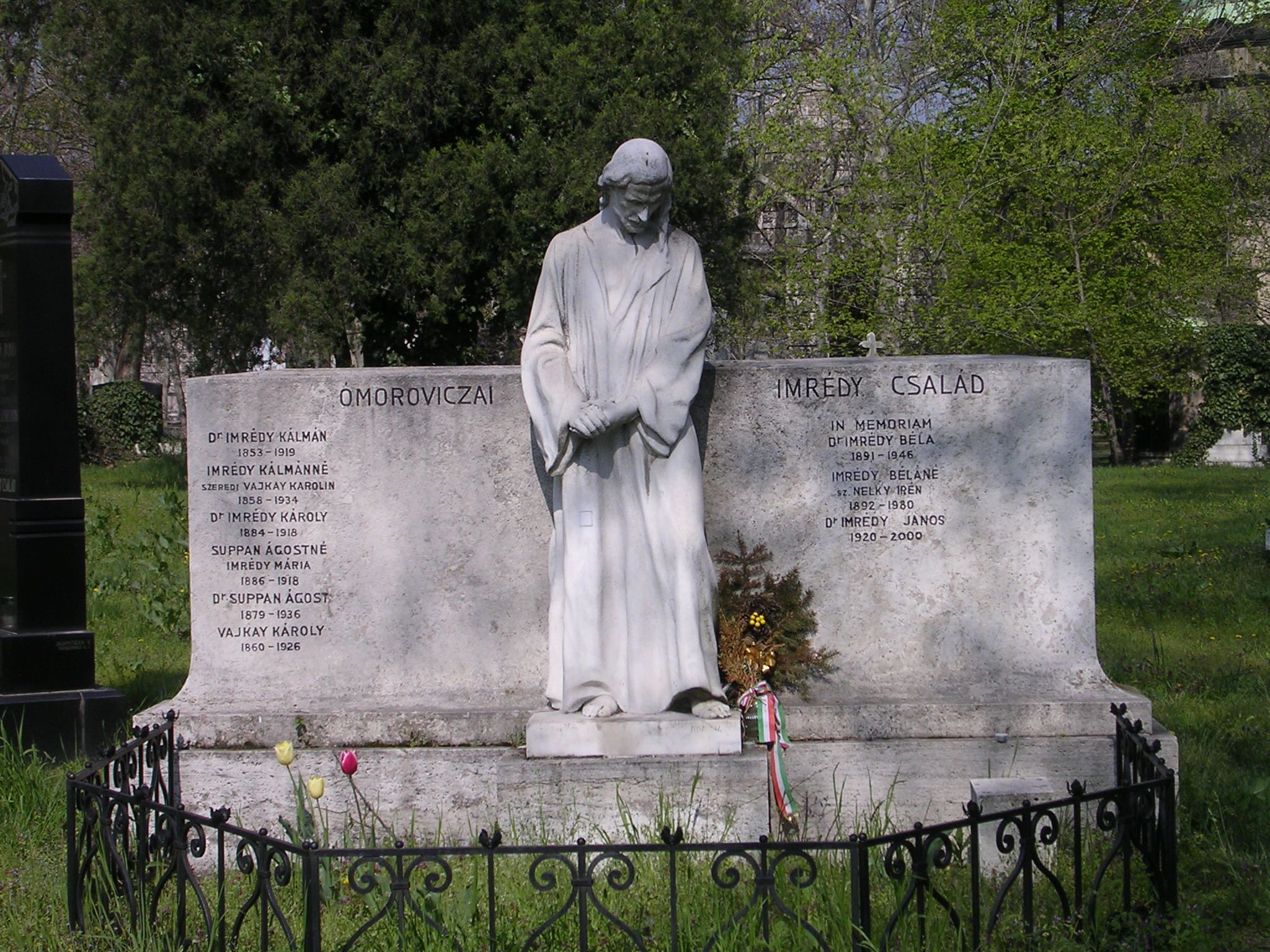
Jelképes sírja a Fiumei úti sírkertben (27/1-1-13). Horvay János alkotása

## Művei
- Aranybudget. Adalékok az 1924/25. évi magyar költségvetéshez; Tébe Kiadóvállalat, Bp., 1924 (Tébe könyvtár)
- Aktuális tévtanok a pénzről; Athenaeum, Bp., 1930
- Beszéd a képviselőház 1933. évi november hó 29-i ülésén a gazdatartozások rendezéséről szóló törvényjavaslat tárgyalása során mondott; Pesti Lloyd Ny., Bp., 1933
- Múlt és jövő határán. Beszédek a magyar élet nagy kérdéseiről; Nemzeti Egység Pártja, Bp., 1938
- Nemzeti eszme, népi egység, szociális gondolat. Imrédy Béla beszéde; Budapesti Hírlap Ny., Bp., 1938
- Ősi magyar földön új magyar életet! A Magyar Élet mozgalom első nagygyűlésén, Budapesten, 1939. januárius 6-án elhangzott zászlóbontó-beszéd; Stádium, Bp., 1939
- Három interpelláció... Az Országgyűlés képviselőházának 1938. évi december 14-én, szerdán tartott 353-ik ülésén elmondotta Hubay Kálmán. Az interpellációkra válaszoltak Keresztes-Fischer Ferenc, Imrédy Béla, Tasnádi-Nagy András; Magyar Nemzeti Szocialista Párt, Bp., 1939
- Az új Európa irányító eszméi; Egyedül Vagyunk, Bp., 1940